# Waldröschen

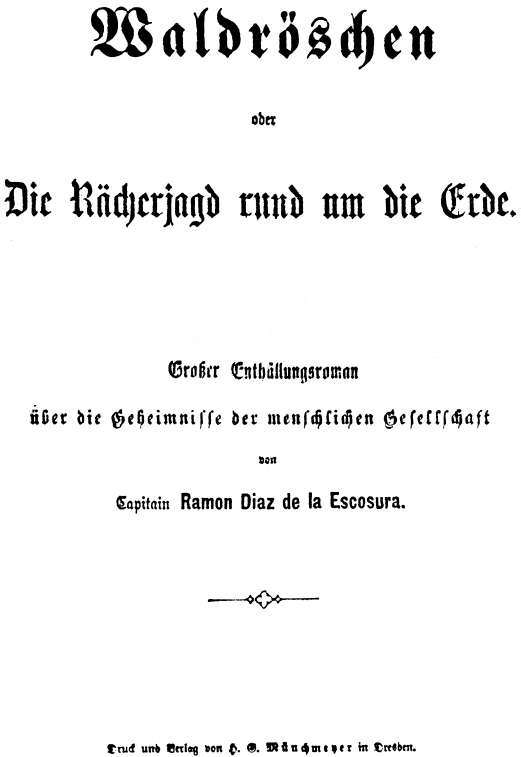
Titelblatt der Erstausgabe, die von 1882 bis 1884 erschien

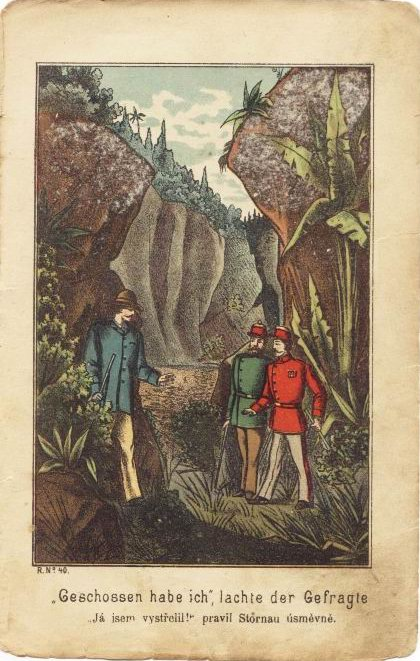
Karl Sternau (links), klassische Illustration einer tschechischen Ausgabe aus dem Jahr 1889

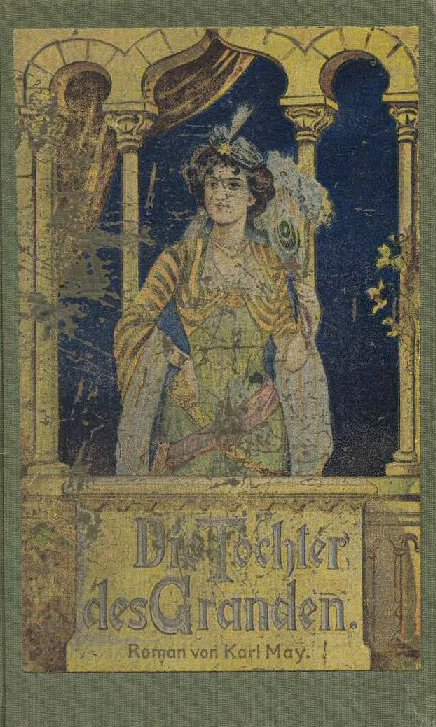
Buchdeckel der Fischer-Auflage aus dem Jahr 1902

Waldröschen oder Die Rächerjagd rund um die Erde (später auch: Das Waldröschen oder die Verfolgung rund um die Erde) ist der erste von fünf Kolportageromanen von Karl May. Unter dem Pseudonym Capitain Ramon Diaz de la Escosura veröffentlichte May den Roman im Verlag H. G. Münchmeyer in Dresden mit dem Untertitel Großer Enthüllungsroman über die Geheimnisse der menschlichen Gesellschaft. Der Roman erschien in 109 Fortsetzungen von Dezember 1882 bis August 1884. Die weiteren vier Kolportageromane Karl Mays erschienen bis 1888 im selben Verlag, woher auch die Bezeichnung „Münchmeyerromane“ stammt.
Das gleichnamige Theaterstück wurde als eine Parodie auf das Genre der Kolportageromane am 23. Oktober 1977 im Schauspielhaus Hannover im „Ballhof“ unter Beteiligung von Wolfgang Grüter, Götz Loepelmann und Astrid Fischer-Windorf uraufgeführt.

## Inhalt
In den 1860er Jahren gelingt es dem deutschen Arzt Karl Sternau, den spanischen Grafen Emanuel de Rodriganda zu heilen und dessen Tochter Rosa zu heiraten. Doch Cortejo, der schurkische Verwalter des Grafen, hat bereits lange zuvor seinen eigenen Sohn gegen den Erben des Grafen ausgetauscht, um Rodriganda in seine Hand zu bekommen. Er lockt Sternau nach Mexiko, wo dieser in die Hände eines Piratenkapitäns fällt und von ihm gemeinsam mit seinen Reisegefährten auf einer einsamen Insel ausgesetzt wird. Erst sechzehn Jahre später kann der Leutnant Kurt Helmers, der Verlobte von Sternaus Tochter, dem „Waldröschen“, seinen Schwiegervater in spe nach Hause bringen.
May integrierte in den Roman die Auseinandersetzung zwischen dem von Europa ernannten Kaiser Maximilian von Mexiko und dem mexikanischen Präsidenten Benito Juárez. Dabei stellte er sich eindeutig auf Seiten des Indianers Juarez. Den österreichischen Erzherzog Maximilian stellte er als zwar integeren, aber falsch beratenen Menschen dar. Bemerkenswert ist auch die Gestalt des bürgerlichen Offiziers Kurt Helmers, der für die arroganten Adeligen seines Regimentes einen Affront darstellt.

## Rezeption
Der Dürerbund unterhielt eine Ausstellung zur Bekämpfung der Schundliteratur, in der auf einem Plakat auch der Waldröschen-Roman angeprangert wurde: In ihm würden 2293 Menschen getötet.

## Verfilmungen
Verschiedene Motive aus den Romanen wurden in zwei westdeutschen Karl-May-Filmen von 1965 verwertet. Unter der Regie von Robert Siodmak spielte Lex Barker die Hauptrolle in Der Schatz der Azteken und Die Pyramide des Sonnengottes.
Die ostdeutsche DEFA produzierte 1988 nach den Titeln Benito Juarez und Trapper Geierschnabel den zweiteiligen Fernsehfilm „Präriejäger in Mexiko“, jeweils mit Gojko Mitić in einer Hauptrolle.

## Ausgaben
Das komplette Werk ist bei verschiedenen Verlagen erschienen. Eine neuere Ausgabe ist:
- Das Waldröschen oder Die Verfolgung rund um die Erde. Bd. 1: Die Tochter des Granden. Verlag Neues Leben, Berlin 1994, ISBN 3355014273.
- Das Waldröschen oder Die Verfolgung rund um die Erde. Bd. 2: Der Schatz der Mixtekas. Verlag Neues Leben, Berlin 1994, ISBN 3355014281.
- Das Waldröschen oder Die Verfolgung rund um die Erde. Bd. 3: Matavase, der Fürst des Felsens 1. Verlag Neues Leben, Berlin 1994, ISBN 3355014303.
- Das Waldröschen oder Die Verfolgung rund um die Erde. Bd. 4: Matavase, der Fürst des Felsens 2. Verlag Neues Leben, Berlin 1994, ISBN 3355014311.
- Das Waldröschen oder Die Verfolgung rund um die Erde. Bd. 5: Ein Gardeleutnant. Verlag Neues Leben, Berlin 1995, ISBN 3355014338.
- Das Waldröschen oder Die Verfolgung rund um die Erde. Bd. 6: Die Abenteuer des Schwarzen Gerard. Verlag Neues Leben, Berlin 1995, ISBN 3355014346.
- Das Waldröschen oder Die Verfolgung rund um die Erde. Bd. 7: Kaiser Max von Mexiko. Verlag Neues Leben, Berlin 1995, ISBN 3355014354.
- Das Waldröschen oder Die Verfolgung rund um die Erde. Bd. 8: Erkämpftes Glück 1. Verlag Neues Leben, Berlin 1995, ISBN 3355014362.
- Das Waldröschen oder Die Verfolgung rund um die Erde. Bd. 9: Erkämpftes Glück 2. Verlag Neues Leben, Berlin 1995, ISBN 3355014370.
- Das Waldröschen oder Die Verfolgung rund um die Erde. Bd. 10: Erkämpftes Glück 3. Verlag Neues Leben, Berlin 1995, ISBN 3355014389.

In der Reihe Karl May’s Gesammelte Werke des Karl-May-Verlags wurde das gesamte Werk in veränderter Ausführung in den folgenden 6 Bänden veröffentlicht:
- Gesammelte Werke, Bd. 51, Schloß Rodriganda
- Gesammelte Werke, Bd. 52, Die Pyramide des Sonnengottes
- Gesammelte Werke, Bd. 53, Benito Juarez
- Gesammelte Werke, Bd. 54, Trapper Geierschnabel
- Gesammelte Werke, Bd. 55, Der sterbende Kaiser
- Gesammelte Werke, Bd. 77, Die Kinder des Herzogs

In der Reihe Karl Mays Werke, einer historisch-kritischen Ausgabe, erschien die Gesamtausgabe in sechs Bänden (aktuelle Auflagen im Karl-May-Verlag erscheinen):
- II.3 Waldröschen I
- II.4 Waldröschen II
- II.5 Waldröschen III
- II.6 Waldröschen IV
- II.7 Waldröschen V
- II.8 Waldröschen VI